# Superpuchar Bułgarii w piłce siatkowej mężczyzn (2021)
Superpuchar Bułgarii w piłce siatkowej mężczyzn 2021 – szósta edycja rozgrywek o Superpuchar Bułgarii zorganizowana przez Bułgarski Związek Piłki Siatkowej. Mecz rozegrany został 17 października 2021 roku w hali sportowej "Iwan Wazow" w Starej Zagorze. Wzięły w nim udział dwa kluby: mistrz Bułgarii w sezonie 2020/2021 – Chebyr Pazardżik oraz zdobywca Pucharu Bułgarii w tym sezonie – Neftochimik 2010 Burgas.
Po raz drugi zdobywcą Superpucharu Bułgarii został Chebyr Pazardżik. Otrzymał on nagrodę w wysokości 10 000 lewów.
MVP spotkania wybrany został Włoch Jacopo Massari.

## Drużyny uczestniczące
| Drużyna                 | Osiągnięcia w sezonie 2020/2021 |
| ----------------------- | ------------------------------- |
| Chebyr Pazardżik        | mistrzostwo Bułgarii            |
| Neftochimik 2010 Burgas | zdobycie Pucharu Bułgarii       |

## Mecz
Niedziela, 17 października 2021 – 14:00 (UTC+03:00) • Hala sportowa "Iwan Wazow", Stara Zagora
Widzów: 0
Czas trwania meczu: 107 minut
Sędziowie: Aleksandyr Winaliew i Atanas Wyrbanow
| Chebyr Pazardżik      | 3:1                                 | Neftochimik 2010 Burgas |
| Jacopo Massari 18 pkt | (16:25, 25:22, 25:21, 25:18) raport | Nikołaj Uczikow 26 pkt  |

| Poz.                 | Nr | Zawodnik           | 1           | 2           | 3           | 4           | 5 | Pkt |
| -------------------- | -- | ------------------ | ----------- | ----------- | ----------- | ----------- | - | --- |
| R                    | 3  | Iwan Stanew        | 8 pięć      |             |             | 4 pusty     |   | 1   |
| P                    | 6  | Jacopo Massari     | 9 sześć     | 4 jeden     | 4 jeden     | 9 sześć     |   | 18  |
| Ś                    | 11 | Wiktor Josifow     | 7 cztery    | 8 pięć      | 8 pięć      | 7 cztery    |   | 14  |
| P                    | 15 | Todor Aleksiew     | 6 trzy      | 23 zmiana14 | 7 cztery    | 6 trzy      |   | 13  |
| A                    | 18 | Bradley Gunter     | 5 dwa       | 6 trzy      | 6 trzy      | 5 dwa       |   | 11  |
| Ś                    | 19 | Nikołaj Kyrtew     | 4 jeden     | 5 dwa       | 5 dwa       | 4 jeden     |   | 11  |
| L                    | 13 | Teodor Sałparow    | L           | L           | L           | L           |   |     |
| Zmiany               |    |                    |             |             |             |             |   |     |
| Ś                    | 1  | Stojko Nenczew     |             | 28 zmiana19 |             | 4 pusty     |   |     |
| R                    | 7  | Ǵorǵi Ǵorǵiew      | 12 zmiana3  | 9 sześć     | 17 zmiana8  | 8 pięć      |   | 1   |
| A                    | 8  | David Krystew      |             |             | 9 sześć     | 4 pusty     |   |     |
| P                    | 9  | Martin Simeonow    |             |             | 24 zmiana15 | 24 zmiana15 |   |     |
| P                    | 14 | Płamen Szekerdżiew | 24 zmiana15 | 7 cztery    |             | 4 pusty     |   | 1   |
| Nie weszli na boisko |    |                    |             |             |             |             |   |     |
| Ś                    | 10 | Teodor Todorow     |             |             |             | 4 pusty     |   |     |
| L                    | 12 | Petyr Karakaszew   |             |             |             | 4 pusty     |   |     |
| Trener               |    |                    |             |             |             |             |   |     |
| Nikołaj Dimitrow     |    |                    |             |             |             |             |   |     |

| Poz.                 | Nr | Zawodnik            | 1           | 2           | 3          | 4          | 5 | Pkt |
| -------------------- | -- | ------------------- | ----------- | ----------- | ---------- | ---------- | - | --- |
| P                    | 1  | Július Firkaľ       | 6 trzy      | 5 dwa       | 6 trzy     | 4 jeden    |   | 10  |
| Ś                    | 3  | Nikołaj Kolew       | 7 cztery    | 6 trzy      | 4 jeden    | 8 pięć     |   | 8   |
| A                    | 7  | Nikołaj Uczikow     | 8 pięć      | 7 cztery    | 8 pięć     | 6 trzy     |   | 26  |
| R                    | 8  | Alexander Tusch     | 5 dwa       | 4 jeden     | 5 dwa      | 9 sześć    |   | 2   |
| P                    | 11 | Mirosław Gradinarow | 9 sześć     | 8 pięć      | 9 sześć    | 7 cztery   |   | 13  |
| Ś                    | 18 | Nikołaj Nikołow     | 4 jeden     |             |            | 4 pusty    |   |     |
| L                    | 9  | Martin Iwanow       | L           | L           | L          | L          |   |     |
| Zmiany               |    |                     |             |             |            |            |   |     |
| R                    | 2  | Ljubosław Tełkijski |             | 12 zmiana3  |            | 4 pusty    |   |     |
| P                    | 6  | Kałojan Bałabanow   | 20 zmiana11 | 20 zmiana11 | 10 zmiana1 | 10 zmiana1 |   | 2   |
| Ś                    | 15 | Wencisław Ragin     | 27 zmiana18 | 9 sześć     | 7 cztery   | 5 dwa      |   | 5   |
| Nie weszli na boisko |    |                     |             |             |            |            |   |     |
| L                    | 4  | Iwajło Łałow        |             |             |            | 4 pusty    |   |     |
| Ś                    | 5  | Wencisław Trifonow  |             |             |            | 4 pusty    |   |     |
| P                    | 12 | Todor Dimitrow      |             |             |            | 4 pusty    |   |     |
| Trener               |    |                     |             |             |            |            |   |     |
| Nikołaj Żeljazkow    |    |                     |             |             |            |            |   |     |

## Statystyki meczowe
| CHB | STATYSTYKI        | NEF |
| 91  | MAŁE PUNKTY       | 86  |
| 53  | ATAK              | 60  |
| 13  | BLOK              | 3   |
| 4   | SERWIS            | 3   |
| 21  | BŁĘDY PRZECIWNIKA | 20  |

## Ustawienie wyjściowe drużyn
| Kyrtew Gunter Aleksiew Josifow Stanew Massari Sałparow Nikołow Tusch Firkaľ Kolew Uczikow Gradinarow Iwanow |